# Pisonia ekmani
Pisonia ekmani là một loài thực vật thuộc họ Nyctaginaceae. Đây là loài đặc hữu của Cuba.